# Franz Mirtl
Franz Mirtl (23. srpna 1856 Horní Libchava – 24. března 1927 Vídeň) byl rakousko-uherský admirál. U c. k. námořnictva sloužil od roku 1873, absolvoval několik zaoceánských plaveb, uplatnil se jako důstojník dělostřelectva, pedagog a spisovatel, působil také v námořní administraci. V roce 1910 byl penzizonován v hodnosti kontradmirála, ale za první světové války znovu povolán do aktivní služby, v letech 1914–1918 působil v námořní sekci na ministerstvu války. V roce 1918 dosáhl hodnosti viceadmirála. 

## Biografie

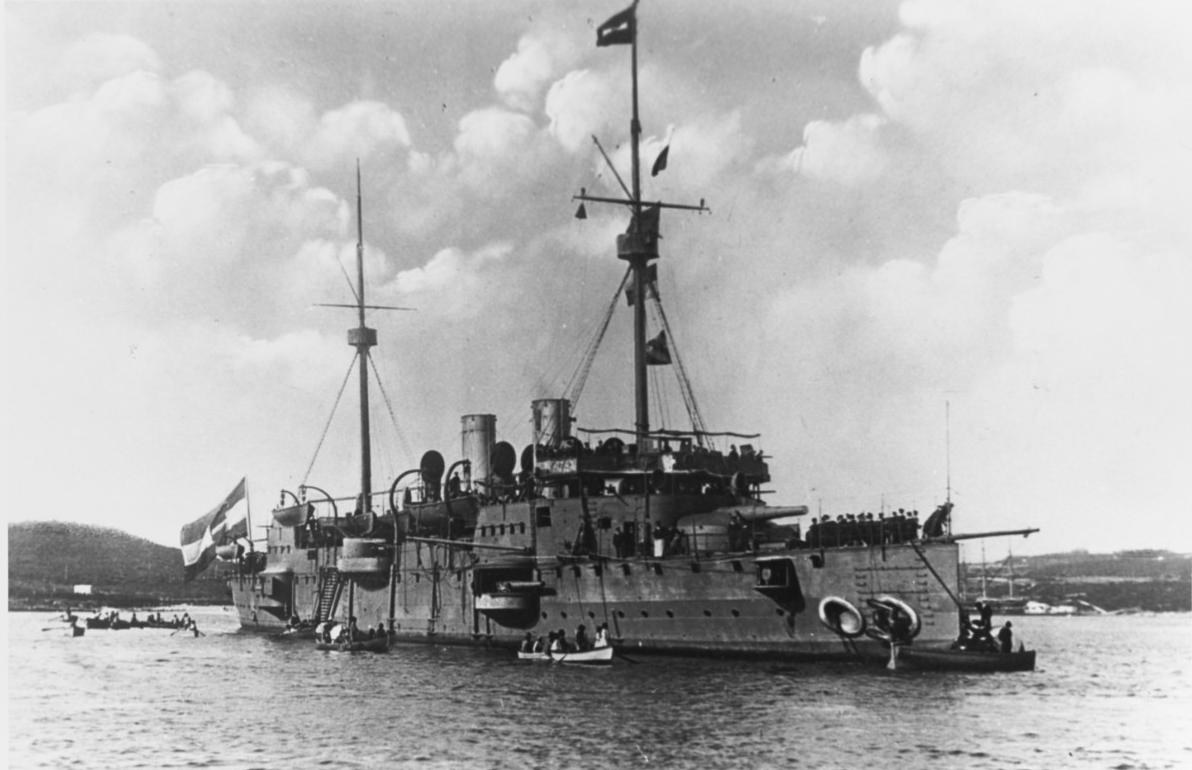
Chráněný křižník SMS Kaiserin Elisabeth, vlajková loď Franze Mirtla v Číně (1903–1905)

Byl synem Antona Mirtla, důchodního na velkostatku Horní Libchava. Po dokončení reálky studoval jeden rok na vídeňském Polytechnickém institutu a v roce 1873 vstoupil k námořnictvu. Prošel průpravou na výcvikové lodi SMS Adria a v roce 1875 se stal kadetem. Na korvetě SMS Frundsberg se plavil po Středomoří,  v roce 1877 byl přidělen k Hydgrografickému úřadu v Pule a v roce 1878 získal hodnost praporčíka. Kromě služby na různých lodích nebo u jednotek námořní pěchoty působil také u námořního arzenálu v Pule a u Námořního technického výboru. V roce 1886 byl povýšen na poručíka II. třídy, absolvoval kurzy pro obsluhu torpéd a telegrafů a sám poté působil jako pedagog na výcvikové lodi SMS Alpha. V roce 1889 získal hodnost poručíka II. třídy a několik let působil znovu u Námořního technického výboru, získal také velení nad menšími plavidly.
Jako první důstojník na křižníku SMS Kaiserin und Königin Maria Theresia byl k datu 1. listopadu 1898 povýšen na korvetního kapitána. Kromě působení na dalších výcvikových lodích byl velitelem torpédoborce SMS Blitz (1900–1901) a prvním důstojníkem na křižníku SMS Kaiser Franz Joseph (1901). K datu 1. listopadu 1901 obdržel hodnost fregatního kapitána a v letech 1903–1905 byl velitelem křižníku SMS Kaiserin Elisabeth, který od doby boxerského povstání kotvil u břehů Číny. V roce 1905 byl přidělen ke sborovému námořnímu velitelství v Pule a 1. listopadu 1905 byl povýšen na kapitána řadové lodi.
V letech 1906–1909 byl přednostou technického odboru v námořní sekci na ministerstvu války. V dubnu 1909 byl odeslán na dovolenou a téhož roku 1. října penzionován. K datu 3. ledna 1910 získal hodnost kontradmirála, v té době žil ve Vídni. Na začátku první světové války byl znovu povolán do aktivní služby a v letech 1914–1918 byl zástupcem přednosty operační kanceláře v námořní sekci na ministerstvu války. Těsně před rozpadem monarchie byl k datu 1. listopadu 1918 povýšen do hodnosti viceadmirála. Vzhledem k místu svého narození byl v roce 1919 přijat do československé armády jako kontradmirál ve výslužbě s nárokem na penzi.
Po odchodu na penzi žil ve Vídni, kde také zemřel 24. března 1927 ve věku 70 let a byl pochován na hřbitově v Hietzingu. Mimo jiné byl od roku 1909 členem Rakouské společnosti pro podporu lodní dopravy (Österreichischer Flottenverein)  čestným členem Rakouské akademie věda uplatnil se i jako spisovatel. Byl autorem několika publikací z oboru technického rozvoje námořnictva. 

## Řády a vyznamenání
Během služby u námořnictva se stal nositelem několika ocenění v Rakousku-Uhersku i v zahraničí.

### Rakousko-Uhersko
- Vojenský záslužný kříž (1895)
- Služební odznak pro důstojníky III. třídy (1898)
- Jubilejní pamětní medaile (1898)
- Vojenská záslužná medaile (1900)
- Řád železné koruny III. třídy (1905)
- Vojenský jubilejní kříž (1908)
- rytířský kříž Leopoldova řádu (1909)
- Služební odznak pro důstojníky II. třídy (1916)
- Vojenská záslužná medaile s válečnou dekorací (1917)
- komtur Řádu Františka Josefa s válečnou dekorací (1918)

### Zahraničí
- Řád Osmanie IV. třídy (1899, Osmanská říše)
- Železný kříž II. třídy (1917, Německo)